# 龍泉寺 (浜田市)
龍泉寺（りゅうせんじ）は、島根県浜田市田町にある日蓮宗の寺院。山号は陽光山。旧本山は大本山妙顕寺(四条門流)、奠師法縁(奠統会)。浜田市指定文化財の釈迦涅槃図を所蔵する。

## 歴史
天正8年（1580年）円教院日仁を開山に河上孫左衛門（龍泉院浄源日応居士）を開基檀越として開創された。文禄4年（1595年）龍泉寺最初の本堂が建立された。文化2年（1805年）入山の本壽院日性（15世）は本堂の他、諸堂を再建。文化11年（1814年）玉置荊窓によって釈尊涅槃図（浜田市指定文化財）が描かれた。現在の本堂は、昭和56年（1981年）立正大師日蓮七百遠忌にRC造で再建されたもの。平成14年（2002年）日蓮宗立教開宗750年を記念して山門が再建された。

## 石見神楽
- 毎年7月に行われる「清正公夏祭り」では境内に仮設舞殿を建設し石見神楽が上演される。その中でも「清正公の虎退治」は本覚院日要（22世）が始めたもので古来より名物の一つ。

## 周辺寺院
- 妙智寺 (浜田市)
- 本要寺 (浜田市)

## 参考資料
- 日蓮宗寺院大鑑編集委員会『宗祖第七百遠忌記念出版 日蓮宗寺院大鑑』大本山池上本門寺 (1981年)